# Thomas Wortmann
Thomas Wortmann (* 1983) ist ein deutscher Literaturwissenschaftler.

## Leben
Von 2003 bis 2008 studierte er Germanistik, der Theater-, Film- und Fernsehwissenschaft und der Politikwissenschaft in Bonn, St. Louis und Köln, gefördert durch ein Stipendium der Studienstiftung des deutschen Volkes. Von 2005 bis 2006 war er Research Assistant bei Paul Michael Lützeler an der Washington University. Nach dem Magister Artium im Juni 2008 an der Universität zu Köln war er von 2008 bis 2009 wissenschaftlicher Mitarbeiter am Institut für Theater-, Film- und Fernsehwissenschaft der Universität zu Köln am Lehrstuhl von Lutz Ellrich. Von 2008 bis 2012 arbeitete er an der Dissertation am Institut für deutsche Sprache und Literatur I der Universität zu Köln bei Claudia Liebrand zu Annette von Droste-Hülshoff, gefördert durch ein Promotionsstipendium der Studienstiftung des deutschen Volkes. Von 2009 bis 2012 war er Mitarbeiter am Lehrstuhl von Claudia Liebrand am Institut für deutsche Sprache und Literatur I der Universität zu Köln. Von 2009 bis 2013 war er Lehrbeauftragter für Neuere deutsche Literaturwissenschaft am Institut für deutsche Sprache und Literatur I der Universität zu Köln. Nach dem Disputation und Abschluss des Promotionsverfahrens am 12. Dezember 2012 war er von 2012 bis 2013 wissenschaftlicher Mitarbeiter am Dekanat der Philosophischen Fakultät der Universität zu Köln. Er hatte eine Projektstelle zur Koordinierung der Reakkreditierung der Bachelor- und Master-Studiengänge an der Philosophischen Fakultät. 2013 war er W1-Juniordozent für Neuere deutsche Literaturwissenschaft am Deutschen Seminar der Eberhard Karls Universität Tübingen. 2013 nahm er den Ruf auf eine W1-Juniorprofessur für Neuere deutsche Literaturwissenschaft am Seminar für Deutsche Philologie der Universität Mannheim an. Seit 2018 ist er Inhaber der Lehrstuhles für Neuere Germanistik II.

## Schriften (Auswahl)
- als Herausgeber mit Claudia Liebrand und Irmtraud Hnilica: Redigierte Tradition. Literaturhistorische Positionierungen Annette von Droste-Hülshoffs. Paderborn 2010, ISBN 3-506-76972-3.
- Literatur als Prozess. Annette von Droste-Hülshoffs »Geistliches Jahr« als Schreibzyklus. Konstanz 2014, ISBN 3-86253-045-0.
- als Herausgeber mit Claudia Liebrand: Gedichte von Annette von Droste-Hülshoff. Interpretationen. Stuttgart 2014, ISBN 3-15-017537-2.
- als Herausgeber mit Sebastian Zilles: Homme fragile. Männlichkeitsentwürfe in den Texten von Heinrich und Thomas Mann. Würzburg 2016, ISBN 3-8260-5634-5.